# قائمة البعثات الدبلوماسية في سيراليون

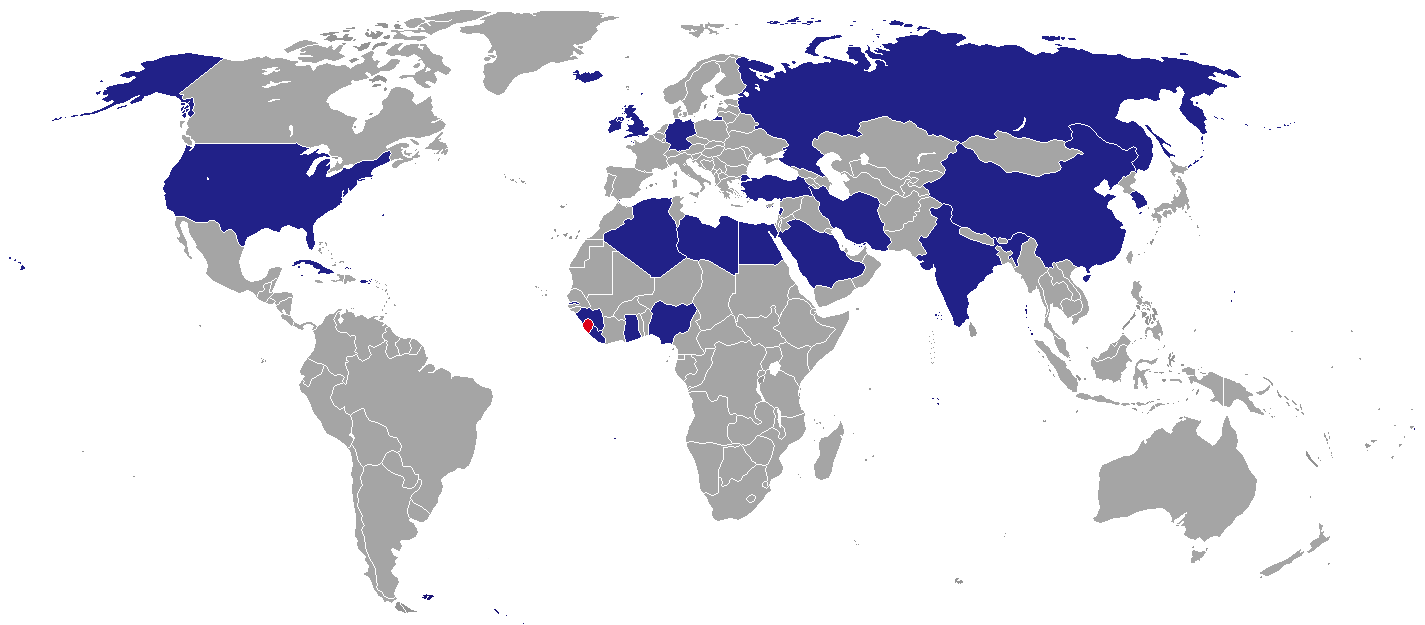
خريطة البعثات الدبلوماسية في سيراليون.

هذه قائمة البعثات الدبلوماسية في سيراليون. في الوقت الحالي تستضيف العاصمة فريتاون 17 سفارة و لجنة عليا.

## السفارات / اللجان العليا فيفريتاون
| - الصين - كوبا - مصر - غامبيا - ألمانيا - غانا - غينيا - الهند - إيران | - إيرلندا - لبنان - ليبيريا - ليبيا - نيجيريا - تركيا - المملكة المتحدة - الولايات المتحدة - فرنسا (أغلقت عام 1996) |

## بعثات أخرى فيفريتاون
- الاتحاد الأوروبي (مفوضية)[19]

## القنصليات والقنصليات العامة
- النمسا[17]
- السنغال[17]

## القنصليات الفخرية
- بلجيكا[17]
- كندا[17]
- اليونان[17]
- الهند[17]
- أيرلندا[17]
- السويد[17]

## سفارات غير مقيمة / مفوضيات عالية
بعثات مقيمة في أبيدجان، ساحل العاج
- بلجيكا
- جمهورية إفريقيا الوسطى
- الكاميرون[20]
- كندا
- إيطاليا
- النرويج[21]
- جنوب إفريقيا
- سويسرا

بعثات مقيمة في أبوجا، نيجيريا
- الأرجنتين[22]
- اليونان[23]
- جامايكا
- كينيا
- بولندا[24]
- الفلبين
- رومانيا[25]
- صربيا[26]
- سلوفاكيا[27]
- تنزانيا[28]
- ترينيداد وتوباغو[29]
- فيتنام

بعثات مقيمة في أكرا، غانا
- أستراليا
- البرازيل
- جمهورية التشيك
- الدنمارك[30]
- اليابان
- المكسيك[31]

بعثات مقيمة في كوناكري، غينيا
- فرنسا
- ماليزيا
- مالي[32]
- السعودية
- كوريا الجنوبية
- فلسطين
- روسيا
- الإمارات العربية المتحدة
- أوكرانيا[33]

بعثات مقيمة في دكار، السنغال
- النمسا[34]
- إندونيسيا[35]
- إسرائيل
- هولندا
- نيكاراغوا
- البرتغال
- إسبانيا
- تايلاند

بعثات مقيمة في مدن أخرى
- كرواتيا (لندن)[36]
- هايتي (لندن)
- ساحل العاج (مونروفيا）[37]
- ليسوتو (طرابلس الغرب)[38]
- جزر المالديف (لندن)
- مالطا (فاليتا)[39]
- عمان (الرباط)
- سانت لوسيا (لندن)
- سانت كيتس ونيفيس (لندن)
- السويد (ستوكهولم)[40]